# 封印 (ゲーム)
『封印』（ふういん）は、フォグのPROJECT Re: 第一弾にあたるアドベンチャーゲーム。
同社の過去作を手掛けてきた西ノ宮勇希と橋本美佐による製作である。
和洋折衷の世界観のもと、魔法や推理要素などを盛り込んでいる。

## あらすじ
架空都市である織苑国の結島にてストーリーが進行する。
樹霊が眠るという島に上陸した魔術学院の一行。
目撃したのは、仮面とローブの奇妙な人物。
そこで事件が起きた。

## 登場人物
銀 柘里
声 - 三橋貴義
織苑国立魔術学院２年生。
攻撃呪文以外は万年補欠組の見習い魔法使い。
七草なずな
声 - 藤咲かおり
柘里の同級生。
優秀な生徒である。
空隅 肴
声 - 大橋隆昌
学院の教師。
スタフド＝セビラノ
声 - 丸山ナオミ
島の住人でありオリーブの樹霊。
スタフド＝ルッカ
声 - このえゆずこ
セビラノの妹、同じく樹霊。
エストレージャ＝シラス
声 - チャオ・ササキ
島の宮司。封印を守っている。

## 製作スタッフ
- 企画・ゲームデザイン
西ノ宮勇希、橋本美佐
- 音楽・サウンドエフェクト
ヨナオケイシ
- 脚本
西ノ宮勇希、南愛恵、井川圭司、中島聖